# Richard Chase
Richard Trenton Chase (23. května 1950 – 26. prosince 1980) byl americký sériový vrah, nekrofil a kanibal. Během jednoho měsíce zabil v Sacramentu v Kalifornii šest lidí. Přezdívalo se mu upír ze Sacramenta, jelikož pil krev svých obětí a jedl části jejich těla. Za účelem jejího získání zabíjel králíky a psy. Když byl zatčen policií, prohlašoval, že hledal nové a snadnější způsoby, jak zabíjet lidi. Každou svou oběť zabil, rozřízl a pak pil její krev. Za své činy byl odsouzen k trestu smrti v plynové komoře, rozsudek nebyl nikdy vykonán, protože 26. prosince 1980, byl nalezen mrtev ve své cele. Na místo smrti dorazili doktoři a ti uvedli, že se Chase úmyslně předávkoval antidepresivy.

## Dětství
Chase pocházel z města Santa Clara v Kalifornii. Už od svých 10 let vykazoval všechny tři známky tzv. Macdonaldovy triády, tedy enurézu (pomočování se), žhářství a týrání zvířat. V dospívání pak byl prý silně drogově závislý.

## Dospělost
Během dospívání se u Chase rozvinula hypochondrie. Často si stěžoval, že mu přestává tlouct srdce nebo že „mu někdo ukradl plicní tepnu“. K hlavě si přikládal pomeranče a věřil, že pomocí difuze z nich jeho mozek absorbuje Vitamín C. Chase také věřil, že jeho lebeční kosti se od sebe oddělily a začaly se pohybovat. Proto si oholil hlavu, aby mohl jejich pohyb sledovat.
Když Richard dospěl, tak zjistil, že má problémy s erekcí a nemůže fungovat v normálním sexuálním životě. Usmyslel si, že za jeho problém může nedostatek krve, tak začal vraždit zvířata a pít jejich krev (popř. jíst jejich orgány). Jednoho dne došel k závěru, že zvířecí krev nepomáhá, tak se rozhodl k radikálnějšímu kroku. Zabíjet lidi.
V dospělosti si Chase pronajal byt s kamarády a odstěhoval se od své matky, jelikož byl přesvědčený, že ta se ho snažila otrávit. Jeho spolubydlící si však stěžovali na neustálé požívání alkoholu, LSD a kouření marihuany. Navíc prý chodil Chase po bytě úplně nahý, i když měl zrovna společnost. Jeho spolubydlící pak začali požadovat, aby se Chase odstěhoval, ale když odmítl, odstěhovali se nakonec oni.
Jakmile se Chase ocitl v bytě sám, začal chytat, zabíjet a kuchat různá zvířata, která pak jedl v syrovém stavu – někdy v mixéru smíchal jejich orgány s Coca-Colou, a pak tuto směs vypil. Chase věřil, že požíváním těchto zvířat v syrovém stavu zabrání scvrknutí svého srdce.

## Institucionalizace
V roce 1973 strávil Chase chvíli na psychiatrickém oddělení a v roce 1976 byl proti své vůli umístěn do blázince po tom, co si vstříkl do žíly králičí krev a skončil v nemocnici. Kvůli jeho fixaci na krev mu zaměstnanci ústavu začali přezdívat „Drákula“. Oknem ústavu se mu podařilo chytit dva ptáky, kterým pak zlomil vaz a vypil jejich krev. Kromě toho ještě kradl injekční stříkačky a odebíral jimi krev terapeutickým psům.
Chaseovi byla okamžitě diagnostikována paranoidní schizofrenie. Absolvoval řadu léčení, včetně medikace psychotropními látky, a poté lékaři usoudili, že již nepředstavuje pro společnost jakékoli nebezpečí. V roce 1976 byl propuštěn do péče své matky.
Chaseova matka ho odstavila od léků a sehnala mu byt, který nejdříve obýval s dalšími lidmi, ale všichni se nakonec odstěhovali a on opět zůstal opět sám.
Pozdější vyšetřování odhalilo, že v polovině roku 1977 byl Chase zastaven a zatčen policejní hlídkou u jezera Pyramid Lake v Nevadě. Tělo měl od krve a v kufru byl nalezen kyblík plný krve. Testy ale odhalily, že krev byla kraví, a tak nebylo podáno žádné obvinění.

## Vraždy
Chase zabil svou první oběť 29. prosince 1977 a to tak, že ji zastřelil z jedoucího vozidla. Obětí byl jednapadesátiletý Ambrose Griffin, otec dvou děti.
O dva týdny později se pokusil vloupat domů k jedné ženě, ale jelikož měla zamčené dveře, prostě odešel. Chase později řekl detektivům, že zamčené dveře považoval jako znak toho, že není vítaný, ale pokud byly dveře otevřené, znamenalo to pozvání dovnitř. Jednou ho u sebe nachytal pár, který se zrovna vracel domů. Vyhnali ho, když ho přistihli, jak se prohrabuje jejich věcmi a chystá se je okrást. Navíc ještě pomočil a znečistil postýlku i oblečení jejich dítěte.
V roce 1978 se 23. ledna Chase vkradl do domu Teresy Wallinové, která byla zrovna ve třetím měsíci těhotenství, a třikrát ji postřelil. Poté měl pohlavní styk s její mrtvolou, do které ještě bodal řeznickým nožem. Poté z ní vyndal několik orgánů, odřízl jednu bradavku a vypil její krev. Než odešel, nacpal ji do krku psí výkaly, které posbíral na dvorku.
Téže roku se 27. ledna Chase vkradl k osmatřicetileté Evelyn Mirothové, kde narazil na jejího kamaráda, Dannyho Mareditha, a zastřelil ho pistolí ráže 22. Ukradl Meredithinu peněženku a klíčky od auta a pak zastřelil i Mirothovou, jejího šestiletého syna Jasona a 22měsíčního synovce Davida Ferreira. Nakonec opět znetvořil mrtvolu Mirothové a uchýlil se k nekrofilii a kanibalismu.
Zaklepání na dveře pak Chase vystrašilo, tak ujel v Meredithině autě a vzal si s sebou tělo Ferreira. Návštěvník na to upozornil sousedy, kteří pak zavolali policii. Policie našla na místě činu v krvi otisky prstů i otisk boty. Chvíli na to pak Chase zatkli – když policisté následně prohledávali jeho byt, zjistili, že jeho zdi, podlaha, strop, lednice i všechno nádobí jsou od krve.

## Následky
V roce 1979 stanul Chase před soudem obviněný z šesti vražd. Aby se vyhnul trestu smrti, jeho obhajoba argumentovala, že se jedná o vraždy druhého stupně, za které by dostal doživotí. Opírali se o jeho duševní poruchu a tvrdili tedy, že jeho činy nebyly předem promyšlené či záměrné.
8. května, 1980 shledala porota Chase vinným ze šesti vražd prvního stupně a zamítla tak argument, že by měl být shledán nevinným z důvodu dušení choroby. Byl odsouzen k trestu smrti v plynové komoře. Dokonce i Chaseovi spoluvězni se ho báli, jelikož si byli vědomi toho, jak je násilnický, a často se ho snažili přesvědčit, aby spáchal sebevraždu.
Chase poskytl několik rozhovorů Robertu Resslerovi, během kterých mluvil hlavně o svém strachu z nacistů a UFA. Tvrdil, že i když zabíjel, nebyla to jeho vina. Prý se jen snažil přežít, což dělá přece každý. Požádal dokonce Resslera, aby mu poskytl přístup k radaru, kterým by mohl dopadnout nacisty a UFO, aby tak mohli být nacisté odsouzeni za ty vraždy, které spáchali. Také dal Resslerovi hordu svého jídla, které si hromadil v kapsách, jelikož věřil, že policejní strážníci spolupracují s nacisty a snaží se ho otrávit.
26. prosince, 1980 byl Chase nalezen mrtvý ve své cele. Pitva prokázala, že spáchal sebevraždu předávkováním předepsaných antidepresiv, které si nahromadil za několik týdnů.